# Cameraria microphylla
Cameraria microphylla är en oleanderväxtart som beskrevs av Nathaniel Lord Britton. Cameraria microphylla ingår i släktet Cameraria och familjen oleanderväxter. Inga underarter finns listade i Catalogue of Life.